# Taxifolina 8-monoossigenasi
La taxifolina 8-monoossigenasi è un enzima appartenente alla classe delle ossidoreduttasi, che catalizza la seguente reazione:
taxifolina + NAD(P)H + H+ + O2 ⇄ 2,3-diidrogossipetina + NAD(P)+ + H2O
L'enzima è una flavoproteina, che converte un flavanolo in un flavanone. Agisce anche sulla fustina, ma non sulla catechina, quercetina o mollisacidina.